# Eddie Sachs
Eddie Sachs, född den 28 maj 1927 i Allentown, Pennsylvania, USA, död den 30 maj 1964 i Indianapolis, Indiana, USA, var en amerikansk racerförare.

## Racingkarriär
Sachs var kvalkung i Indianapolis 500, med pole position både 1960 och 1961, men lyckades aldrig vinna tävlingen. Han hade sin bästa säsong 1961, då han blev tvåa i USAC National Championship, samt Indy 500, efter en duell med A.J. Foyt, där de bytte positioner ett antal gånger under tävlingens andra halva. Sachs förolyckades i Indy 500 1964, efter en krasch i början av tävlingen när han körde rakt in i Dave MacDonalds brinnande bil. MacDonald var då redan död när Sachs körde in i honom, och orsakade en explosion som gjorde att Sachs dog ögonblickligen. 